# Anaïs Delva
 (janvier 2019).
Pour les articles homonymes, voir Delva.
Anaïs Delva est une comédienne française, née le 15 mai 1986 à Bar-le-Duc dans la Meuse.
Elle est principalement connue pour avoir assuré le doublage français du personnage d'Elsa dans La Reine des Neiges en 2013, interprétant notamment le titre Libérée, délivrée.

## Biographie

### Débuts professionnels
Anaïs Delva naît le 15 mai 1986 à Bar-le-Duc dans la Meuse,
Elle possède un baccalauréat littéraire avec option anglais renforcé, un BTS Commerce international, un Bachelor en publicité spécialisation « chef de projet » et un « IAA DIPLOMA » (diplôme international en publicité et communication), qu'elle a obtenus tout en travaillant sur scène et en studio depuis l'âge de 12 ans.
En 2008, elle participe comme candidate à l'émission N'oubliez pas les paroles ! sur France 2 et remporte 35 000 €. Elle fera ensuite une apparition lors d'une émission spéciale pour les 10 ans du jeu le 6 janvier 2018.
En 2011, Anaïs Delva est la doublure de Juliette Capulet, lors du retour, dix ans après, de Roméo et Juliette, les enfants de Vérone, la comédie musicale signée Gérard Presgurvic au palais des congrès de Paris. La même année, elle reprend, en tournée, le rôle de Cendrillon, dans Cendrillon, le spectacle musical, mis en scène par Agnès Boury, avant d'interpréter Lucy Westenra dans le spectacle musical Dracula, l'amour plus fort que la mort de Kamel Ouali du 30 septembre 2011 au 1er janvier 2012 au palais des sports de Paris puis en tournée en France, Suisse et Belgique jusqu'au 30 juin 2012 à Caen.
En 2012, elle rencontre Jasmine Roy qui devient sa coach vocale et reste une rencontre majeure dans son parcours. Anais étudie simultanément la comédie au conservatoire Maurice-Ravel et la danse au studio Harmonic. Elle travaille ensuite avec la coach vocale Nathalie Dupuy et découvre l'improvisation avec Philippe Lelièvre. À partir d'octobre 2012 et de février à avril 2014, elle joue le rôle d'Annie sur la scène des Folies Bergère dans Salut les copains, le spectacle musical, mis en scène par Stéphane Jarny sur un livret d'Agnès Boury et Stéphane Laporte, puis en tournée dans tous les zéniths de France ainsi qu'en Suisse.

### Consécration deLa Reine des neigeset premier album solo

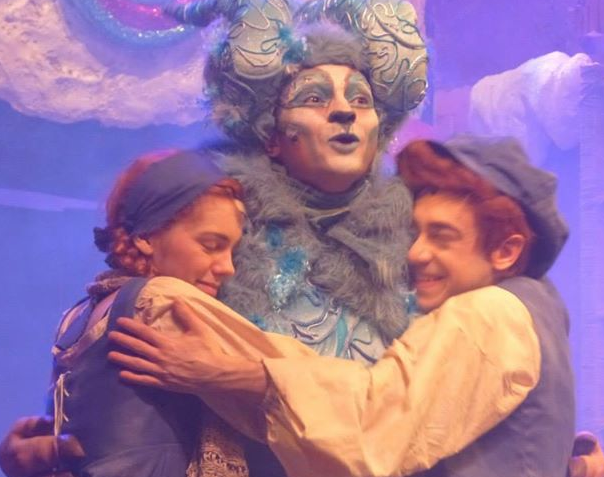
Anaïs Delva dans Hansel et Gretel, la comédie musicale.

En 2013, elle est choisie pour prêter sa voix au personnage d'Elsa dans la version française, ainsi que pour les chansons de la version francophone canadienne, du long métrage d'animation La Reine des neiges (Frozen) des studios Disney. Le film est un énorme succès et lui apporte la célébrité grâce au titre : Libérée, délivrée. Elle double également son personnage dans la série Once Upon a Time.
De février à avril 2014, elle joue le personnage de Gretel dans Hansel et Gretel d'après le conte des frères Grimm au Palais des glaces de Paris.
En février 2015, elle sort son premier album solo, en collaboration avec Disney France et Mercury Music Group, intitulé Anaïs Delva et les Princesses Disney. Elle double à nouveau son personnage dans le court-métrage : La Reine des neiges : Une fête givrée.
De septembre 2015 à juillet 2016, elle joue au théâtre du Palais-Royal dans la pièce de Sébastien Azzopardi La Dame blanche, en compagnie d'Arthur Jugnot.
Courant 2016, elle part en tournée avec son concert Anaïs Delva chante les princesses Disney jusqu'à décembre 2017.
Elle fait partie de la distribution du film d'animation : La Reine des neiges : Joyeuses fêtes avec Olaf, puis fait une apparition dans le film : Les Nouvelles Aventures de Cendrillon de Lionel Steketee.
Elle est Mia dans Énoormes au théâtre Trévise aux côtés de Cécilia Cara en janvier 2018, puis sort en 2019 son premier album personnel : Obsédienne. Son premier single, On me dit, qui relate son avortement est dévoilé le 7 mars 2019 sur le compte officiel de la chanteuse sur YouTube, suivi par un second single intitulé J'ai su.
Le 23 septembre 2019, Disney France dévoile la bande-annonce de La Reine des neiges 2 dans laquelle Anaïs Delva est remplacée par Charlotte Hervieux. Le communiqué de presse de Disney France confirme dans la foulée le remplacement d’Anaïs Delva sans en préciser les raisons alors que diverses rumeurs sont relayées par les réseaux sociaux. Le 25 septembre, elle dénonce via une publication sur son compte Facebook « une relation de travail qui n’est […] pas acceptable, qui dure depuis 2017 » et qui l'aurait menée à renoncer au rôle. Quelques jours plus tard, elle confirme n'avoir plus de lien avec Disney depuis le court métrage Joyeuses fêtes avec Olaf[réf. nécessaire]. À la sortie du film elle réaffirme que son choix de ne pas reprendre le personnage est contraint.
La sortie de son troisième album, intitulé « Quand j'entends chanter Noël », a lieu en décembre 2019.
En 2024 elle participe à la Saison 7 du Meilleur Pâtissier, spécial célébrités sur Gulli.

### Engagements associatifs et politiques
Anaïs Delva soutient l'association Le Refuge ainsi que l'association Mécénat chirurgie cardiaque.
Sur Twitter, elle s'oppose au FN de Marine Le Pen, en indiquant avoir participé à une manifestation anti-FN le 1er mai 2017 et signé une tribune de la secrétaire d’État chargée de l'Aide aux victimes, Juliette Méadel, tribune publiée sur Libération et intitulée « Madame Le Pen, vous n’aurez pas nos haines ».

## Théâtre

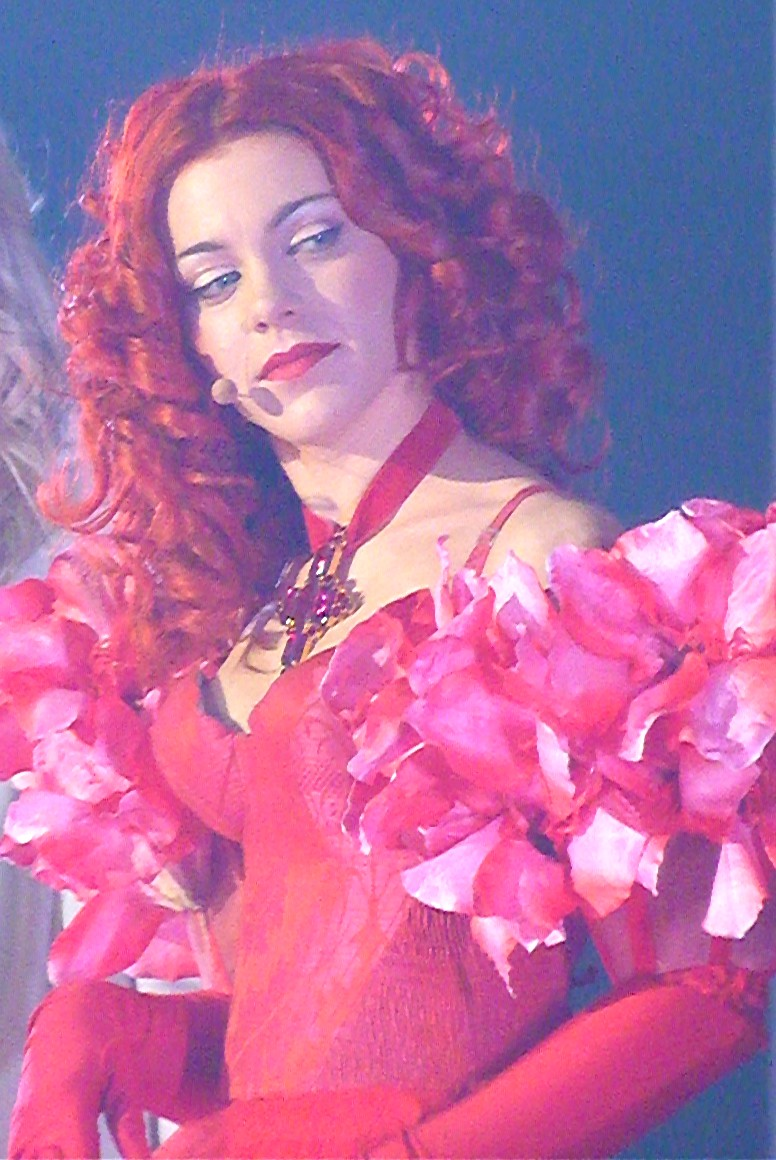
Anaïs Delva dans Dracula, l'amour plus fort que la mort.

- 2009-2010 : Roméo et Juliette, les enfants de Vérone de Gérard Presgurvic, palais des congrès de Paris
- 2010-2011 : Cendrillon, le spectacle musical d'Agnès Boury, théâtre Mogador
- 2010-2012 : Dracula, l'amour plus fort que la mort de Kamel Ouali, palais des sports de Paris, tournée
- 2012 : Robin des Bois : La légende… ou presque ! de Guillaume Beaujolais, festival Off d'Avignon (reprise en 2018)
- 2012-2014 : Salut les copains de Stéphane Jarny, Folies Bergère
- 2013-2014 : Spamalot de Pierre-François Martin-Laval, Bobino
- 2013-2014 : Kid Manoir de David Rozen, Palais des glaces
- 2014 : Hansel et Gretel de David Rozen, Guillaume Beaujolais et Fred Colas, Palais des glaces puis festival d'Avignon
- 2015-2016 : La Dame blanche de Sébastien Azzopardi et Sacha Danino, théâtre du Palais-Royal
- 2015 : Le Misanthrope (vs politique) d'après Molière, mise en scène Claire Guyot, Vingtième Théâtre
- 2018 : Énooormes d'Emanuel Lenormand, théâtre Trévise
- 2019 : I Love Piaf, Théâtre de la Tour Eiffel
- 2023 : Flashdance, Casino de Paris
- 2023 : Kid manoir le secret de la sorcière, théâtre Hebertot
- 2024 : Starmusical, tournée dans toute la France

## Filmographie

### Cinéma
- 2017 : Les Nouvelles Aventures de Cendrillon de Lionel Steketee : la prétendante du prince Marco
- 2018 : Alad'2 de Lionel Steketee : la Reine des neiges

### Télévision
- 2016 : Le juge est une femme (saison 14, épisode 1) : Carole Lebrean
- 2017 : Un village français (série) : Paquita
- 2017 : Coup de foudre à Noël (téléfilm) d'Arnauld Mercadier : Fanny
- 2018 : Nina (saison 4, épisode 3) : Anne

## Doublage

### Cinéma

#### Films
- 2017 : Hostile : Juliette (Brittany Ashworth (en))
- 2018 : Mère incontrôlable à la fac : Maddy (Molly Gordon)
- 2018 : Les Potes : Amelia (Alexandra Shipp)
- 2019 : Boi (en) : Anna (Miranda Gas)
- 2019 : A Model Kidnapping : Grace (Lucy Loken)
- 2019 : Tall Girl : Kimmy (Clara Wilsey)
- 2020 : Les Désaccords du cœur : Grace Town (Lili Reinhart)
- 2020 : 2 Hearts : Dr Porter (Mariessa Portelance)
- 2021 : Fear Street, partie 1 : 1994 : Heather Watkins (Maya Hawke)
- 2021 : Reminiscence : Avery Castillo (Natalie Martinez)
- 2021 : Les Lois de la Frontière : Tere (Begoña Vargas)
- 2021 : Confessions d'une fille invisible : Valentina Castro Silveira (Júlia Gomes (pt))
- 2022 : Le Samaritain : Sil (Sophia Tatum)
- 2022 : American Girl : Nell Rutherford (Justine Lupe)
- 2022 : L'École du bien et du mal : Kiko (Emma Lau)
- 2022 : La Liste de M. Malcolm (en) : Gertie Covington (Ashley Park) et Julia, jeune (Aisling Doyle)
- 2023 : En eaux (très) troubles : Sal (Kiran Sonia Sawar)
- 2023 : Marchands de douleur : Maria (Greyson Chadwick)
- 2023 : Our Son (en) : Isabella (Nuala Cleary)
- 2023 : L'Académie de M. Kleks (pl) : ? (?)

#### Films d'animation
- 2013 : La Reine des Neiges : Elsa
- 2014 : Les Sept Nains : Rose
- 2015 : La Reine des Neiges : Une fête givrée : Elsa
- 2017 : La Reine des Neiges : Joyeuses fêtes avec Olaf : Elsa
- 2019 : Dragon Quest: Your Story : Bianca
- 2024 : Look Back : l'étudiante D

### Télévision

#### Téléfilms
- Celeste Desjardins dans :
  - L'Enfer de Madison : Obsession (2020) : Madison Turner
  - L'Enfer de Madison : Manipulation (2020) : Madison Turner
  - L'Enfer de Madison : Révélation (2020) : Madison Turner

- 2016 : Madame Hollywood : Candice (Dre Davis)
- 2017 : Une femme sous surveillance : Samantha Berry (Amy Arburn)
- 2019 : Passion orageuse : Lauren (Madeline Leon)
- 2019 : Courage et Rodéo : Amberley Snyder (Spencer Locke)
- 2019 : Le Cauchemar d'une adolescente : Grace (Lucy Loken)
- 2019 : Une animatrice en danger : Jill Peterman (Georgina Haig)
- 2020 : Une famille à tout prix ! : Sarah (Sydney Malakeh)
- 2020 : Captive et soumise : Becky (Kabby Borders)
- 2021 : Celeste Beard : la face cachée d'une croqueuse de diamants : Jennifer Beard (Georgia Bradner)
- 2021 : Meilleures amies pour la vie… : Evelyn Hayden (Leah Merritt)
- 2021 : Séduite par l'homme de ma fille : Sophie Sullivan (Joelle Farrow)
- 2021 : Noël, toi et moi : Alma Beltran (Elise Bauman)
- 2021 : Le Dernier Roman de Mary : Mary (Paula Brancati)
- 2022 : Le Combat d'une survivante : Anna (Veronica Hortiguela)
- 2022 : Croqueuse d'hommes mariés : Sabrina (Sydney Hamm)
- 2022 : Coachée par une psychopathe : Sara Adams (Saman Hasan)
- 2022 : Ménage à trois meurtrier : Lexi Wolf (Katie Monds)
- 2022 : Défis mortels : Nancy (Keara Graves (en))
- 2023 : Rooming with Danger : Angelina (Camila Senna)

#### Séries télévisées
- Georgina Haig dans :
  - Once Upon a Time (2014) : Elsa (saison 4)
  - Limitless (2016) : Piper Baird (4 épisodes)
  - Le Retour des Rafter (en) (2021) : Rachel Rafter (6 épisodes)

- Julia Garner dans : 
  - Maniac (2018) :  Ellie Landsberg (mini-série)
  - Modern Love (2019) : Maddy (saison 1, épisodes 6 et 8)

- Stephanie Koenig (en) dans :
  - The Offer (2022) : Andrea Eastman (mini-série)
  - Lessons in Chemistry (2023) : Fran Frask

- 2001[10] : According to Jim : Alicia (Nicole Sullivan) (saison 1, épisode 9)
- 2013 : Ironside : Erin (Maureen Sebastian)
- 2015 : The Whispers : Nathifa (Camillia Mahal)
- 2016 : Bones : Blake Masters (Rebekah Graf)
- 2016 : Les 100 : Shay (Nesta Cooper)
- 2016 : Murder : l'inspecteur Phillipe (Toni Torres)
- 2016-2017 : The Catch : Sophie Novak (Elvy Yost)
- 2017 : Ironside : Erin (Maureen Sebastian)
- 2017 : Younger : Clare (Phoebe Dynevor)
- 2017 : Inspecteur Barnaby : Tegan Langton (Aisling Loftus)
- 2017 : En coulisse avec Julie : Idina Menzel
- 2017 : Gone : Ella (Molly Kunz)
- 2018 : iZombie : Nellie (Rachel Bloom)
- 2018 : When Heroes Fly : Naama (Shely Ben Joseph)
- 2019 : Comment élever un super-héros : Jonathan King (Gavin Munn)
- 2019-2022 : Four More Shots Please! (en) : Kavya Khanna (Amrita Puri)
- 2020 : Les Justicières : Olivia Hayes (Jessica Alexander)
- 2020 : We Hunt Together (en) : Maya Mendy (Anaya Beckford-Cole)
- depuis 2020 : Blood and Water : Tahira Kahn (Mekaila Mathys)
- depuis 2020 : Emily in Paris : Mindy Chen (Ashley Park)
- 2021 : Acapulco : Monica (Sofia Ruiz) (saison 1)
- 2021 : Au nom de la vengeance : Juana Matilde (Juanita Arias)
- 2021 : The Lost Symbol : Sophie (Dalal Badr)
- 2021 : S.W.A.T. : Carolyn (Shelli Boone) (saison 5, épisode 5)
- 2021-2023 : Nancy Drew : Jesse Fan (Geraldine Chiu) (13 épisodes)
- 2021-2023 : The Nevers : Maladie (Amy Manson) (12 épisodes)
- 2022 : Riverdale : l'agent Drake (Sophia Tatum)
- 2022 : Sandman : Ethel jeune (Niamh Walsh)
- 2022 : Sous la braise : Mayte (Giovanna Reynaud)
- 2022 : Alma : Deva (Claudia Roset)
- 2022 : Le Cabinet de curiosités de Guillermo del Toro : Rebecca (Oriana Leman)
- 2022 : Echo 3 (en) : Graciela (Maria del Rosario Barreto)
- 2022 : The Witcher : L'Héritage du sang : Catrin (Hebe Beardsall) (mini-série)
- 2022-2023 : Christian (it) : Rachele (Silvia D'Amico) (12 épisodes)
- 2023 : You : Lady Phoebe (Tilly Keeper) (saison 4)
- 2023 : Acharnés : Mia (Mia Serafino)
- 2023 : Blacklist : Siya Malik (Anya Banerjee) (saison 10)
- 2023 : Mon cosmonaute : Marta jeune (Vanessa Aleksander)
- 2023 : La Mort à nu (en) : Leanne Hodges (Eleanor Grace)
- 2023 : Bodies : la femme / Polly (Greta Scacchi) (mini-série)
- 2024 : Elsbeth : Capri (Amber Ardolino) (saison 1, épisode 7)

#### Séries d'animation
- 2010-2015 : Umizoomi : Sunny
- 2013 : Dora l'exploratrice : la sorcière de glace
- 2014 : Wanda et l'Extraterrestre : l'interprète du générique
- 2014 : La Forêt de l'Étrange : Béatrice
- 2016 : Les Enquêtes de Mirette : l'interprète du générique
- 2016 : Ours pour un et un pour t'ours : Carla
- 2016 : La Reine des Neiges : Magie des aurores boréales : Elsa
- 2016 : Miss Moon : Lola et l'interprète du générique (création de voix)
- 2016-2018 : La Garde du Roi lion : Twiga (chant) / Makini (1re voix)
- 2016-2019 : Les Super Nanas : Arina, la princesse Bluebell et l'interprète du générique
- 2017-2018 : Vampirina : FrankenStacey (1re voix)
- 2017-2018 : Les Légendaires : Shimy
- 2017-2020 : Sunny Day (en) : la princesse Annabella
- depuis 2017 : Les Sisters : Wendy (création de voix)
- 2018-2019 : Le Piano dans la forêt : Takako Maruyama
- 2018-2020 : Unikitty! : Unikitty
- 2018-2020 : Butterbean's Café : le café enchanté : Butterbean
- depuis 2019 : Tonikaku Kawaii: Fly Me to the Moon : Tsukasa Yuzaki
- 2020 : Japan Sinks 2020 : Ayumu Mutō
- 2020-2023 : Jujutsu Kaisen : Utahime Iori
- 2020-2024 : Droners : Corto et l'interprète du générique
- 2021 : 86: Eighty-Six : Kurena Kukumila
- 2021 : Tara Duncan : Carole
- 2021 : Komi cherche ses mots : Yamai Ren
- 2021-2023 : Edens Zero : Rebecca
- 2022 : Spriggan (en) : Rie Yamabishi
- 2022 : Black Rock Shooter: Dawn Fall : Empress
- 2022 : Le Monde Maxi de Sago Mini : Ruby
- 2022 : Bastard!! : la princesse Sheila Tuel Meta Licana
- depuis 2022 : Batwheels : Batwing
- 2023 : Star Wars: Visions : Ara (saison 2, épisode 5)
- 2023 : Kitti Katz : Cleo
- 2023 : Le Petit Prince et ses amis : voix additionnelles
- 2023 : Scott Pilgrim prend son envol : voix additionnelles
- 2023 : Mortelle Adèle : Jade (création de voix)
- 2024 : Hazbin Hotel : Charlie Morningstar
- 2024 : Four Knights of the Apocalypse : Iseult (saison 2)
- depuis 2024 : Dandadan : Momo Ayase (version Netflix)

### Jeux vidéo
- 2013 : Skylanders: Swap Force : Tessa
- 2014 : Skylanders: Trap Team : Tessa
- 2015 : Skylanders: SuperChargers : Tessa
- 2016 : Skylanders: Imaginators : Tessa
- 2020 : No Straight Roads : Sayu
- 2020 : Resident Evil 3 : voix additionnelles
- 2020 : Cyberpunk 2077 : Judy Alvarez
- 2021 : Les Sisters : Show devant ! : Wendy
- 2021 : Assassin's Creed Valhalla : Nolwenn (DLC Le Siège de Paris)
- 2021 : Forza Horizon 5 : Antonia
- 2021 : Final Fantasy XIV: Endwalker : Livingway
- 2022 : Lost Ark : voix additionnelles
- 2022 : Cookie Run: Kingdom : Cookie Citrine Dorée
- 2023 : The Legend of Zelda: Tears of the Kingdom : Sonia
- 2023 : Agatha Christie - Hercule Poirot : The London Case : Irene Court-Smyth et Betty Allen
- 2023 : Cyberpunk 2077 : Phantom Liberty : Judy Alvarez
- 2023 : Les Sisters 2 : Stars des Réseaux : Wendy
- 2024 : South Park: Snow Day! : ?
- 2025 : Assassin's Creed Shadows : ?

### Direction musicale
- 2023 : Tin & Tina
- 2023 : Mulligan (en) (adaptation des chansons également)
- 2024 : Hazbin Hotel (assistée de Fred Colas, adaptation des chansons également)
- 2024 : The Vince Staples Show
- 2025 : KPop Demon Hunters (adaptation des chansons également)

## Discographie

### Albums
Collectif
- 2011 : Dracula, l'amour plus fort que la mort
- 2012 : Salut les copains
- 2013 : La Reine des neiges
- 2014 : Hansel et Gretel
- 2016 : The Lunatic Bee - Maverik (EP)
- 2016 : La Reine des neiges : Joyeuses fêtes avec Olaf
- 2021 : Mortelle Adèle, Show bizarre

Solo
- 2015 : Anaïs Delva et les princesses Disney (Mercury)
- 2019 : Obsidienne
- 2019 : Quand j'entends chanter Noël

### Singles
- 2011 : 1, 2, 3, extrait de Dracula, l'amour plus fort que la mort
- 2013 : Toi
- 2014 : Le Petit Sourire
- 2015 : Par magie
- 2015 : Vers le ciel
- 2018 : Partons
- 2018 : Quiero vivir avec Kamaleon
- 2018 : Et je danse
- 2019 : On me dit
- 2019 : J'ai su

Bandes originales
- 2013 : Libérée, délivrée, extrait du film La Reine des neiges
- 2014 : Par magie, extrait du téléfilm Descendants
- 2015 : Un grand jour, extrait du film La Reine des neiges : Une fête givrée
- 2015 : Toi, extrait du film Cendrillon
- 2016 : L'Idéal, extrait du film de Frédéric Beigbeder : L'Idéal

### Participations
- 2011 : Le Chemin, single caritatif pour l'ONG Winds Peace Japan
- 2013 : Un faux départ avec le collectif Les Grandes Voix des comédies musicales
- 2014 : Tout ça n’est pas très grave en duo avec Julien Loko (sur son album Graffiti Cowboy)
- 2014 : Le Temps de te revoir en duo avec Charivari dans l'album A l'Envers
- 2016 : Écris l'histoire en duo avec les New Poppys
- 2017 : We Need You Know (collectif Les Voix des femmes) avec Princess Erika et Sheryfa Luna
- 2017 : Viva la vida avec Sophie Tapie et Michel Fugain et Une belle histoire avec Arcadian et Olivier Dion sur l'album Chante la vie chante
- 2017 : Cœur à cœur avec Ingrid Chauvin
- 2021 : Vive le vent sur l'album Noël et nous